# Bella (Name)
Bella ist ein weiblicher Vorname und ein Familienname.

## Bedeutung
Bella bedeutet in manchen romanischen Sprachen „schön“ bzw. „(die) Schöne“ und ist auch als Kurzform von Annabella, Arabella oder Isabella gebräuchlich. 

## Namensträger

### Vorname
- Bella Abzug (1920–1998), US-amerikanische Politikerin, Feministin und Friedenskämpferin
- Bella Andersson (* 2006), schwedische Fußballspielerin
- Bella Bayliss (* 1977), schottische Triathletin
- Bella Davidovich (* 1928), russisch-US-amerikanische Pianistin
- Bella Dayne (* 1988), deutsche Schauspielerin
- Bella Fromm (1890–1972), deutsche Journalistin
- Bella Galil (* 1949), israelische Meeresbiologin
- Bella Hadid (* 1996), US-amerikanisches Model
- Bella Heathcote (* 1987), australische Schauspielerin
- Bella Lesnik (* 1982), deutsche Fernseh- und Radiomoderatorin
- Bella Lewitzky (1913–2004), US-amerikanische Tänzerin und Choreografin
- Bella Neri (* 1942), Schweizer Theaterschauspielerin
- Bella Poarch (* 1997), philippinisch-US-amerikanische Influencerin und Sängerin
- Bella Ramsey (* 2003), schauspielende Person aus dem Vereinigten Königreich
- Bella Rosenfeld (1889–1944), russische Autorin
- Bella Spewack (1899–1990), US-amerikanische Drehbuch-Autorin
- Bella Thorne (* 1997), US-amerikanische Schauspielerin, Sängerin und Model
- Bella Wagner, österreichische Singer-Songwriterin
- Bella Waldritter (1886–1974), deutsche Schauspielerin

### Familienname
- Abderzak Bella (* 1970), algerischer Schwimmer
- Ahmed Ben Bella (1918–2012), algerischer Politiker und Staatschef 1952–1965
- Aida Bella (* 1985), polnische Shorttrackerin
- Angelica Bella (1968–2021), ungarische Pornodarstellerin
- Armel Bella-Kotchap (* 2001), deutsch-kamerunischer Fußballspieler
- Árpád Bella (* 1946), ungarischer Grenzoffizier
- Brie Bella (* 1983), US-amerikanisches Model, Schauspielerin und Wrestlerin
- Cristina Bella (* 1981), ungarische Pornodarstellerin
- Cyrille Florent Bella (* 1975), kamerunischer Fußballspieler
- Domenico Dalla Bella (um 1680–um 1740), italienischer Cellist und Komponist
- Françoise Bella (* 1983), kamerunische Fußballspielerin
- Gianni Bella (* 1946), italienischer Sänger
- Ivan Bella (* 1964), slowakischer Pilot und Astronaut
- Ján Levoslav Bella (1843–1936), slowakischer Komponist
- Johann Bella (1885–1938), österreichischer Landespolitiker
- Marc Bella (* 1961), französischer Shorttracker
- Marcella Bella (* 1952), italienische Sängerin
- Michael Bella (* 1945), deutscher Fußballspieler
- Nikki Bella (* 1983), US-amerikanisches Model, Schauspielerin und Wrestlerin
- Rachael Bella (* 1984; auch Rachael Kneeland), US-amerikanische Schauspielerin
- Richard Bella (* 1964), zentralafrikanischer Basketballspieler
- Rudolf Bella (1890–1973), ungarischer Komponist
- Stefano della Bella (1610–1664), italienischer Zeichner und Radierer
- Thérèse Sita-Bella (1933–2006), kamerunische Regisseurin und Journalistin